# Traité de Barwald

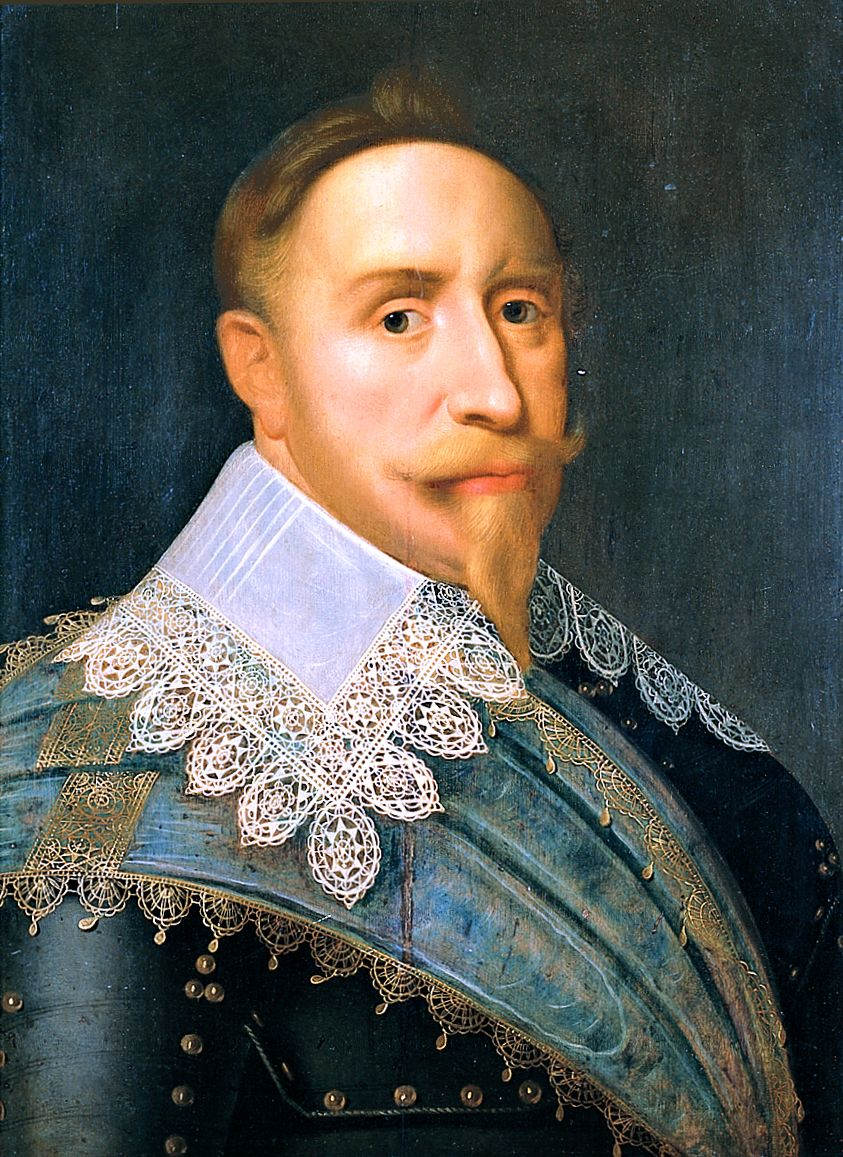
Portrait de Gustave-Adolphe II paint en 1620

Le traité de Barwald ou  traité de Bärwalde est un traité signé  à Bärwalde  entre les souverains de France (Louis XIII) et de Suède (Gustave-Adolphe), le 23 janvier 1631, durant la Guerre de Trente Ans.
Cet acte diplomatique scelle une alliance militaire, commerciale et politique entre les deux pays. En effet, « il y aura une alliance pour la défense de leurs amis, pour la sauvegarde des mers Baltiques et Océanes [i.e. océan Atlantique], la liberté du commerce et la restitution des États opprimés du Saint-Empire Romain ; et aussi afin que les forteresses et les fortifications qui ont été construites dans les ports et sur les plages de la Baltique et de la Mer Océane et dans les Grisons [i.e. en Savoie] soient démolies et remises en l'état où elles se trouvaient avant les commencements de la présente guerre allemande ».
Ce traité marque donc l'entrée larvée de la France dans le conflit européen (guerre de Trente Ans) : Louis XIII ne déclare pas directement la guerre au Saint-Empire romain germanique, mais il soutient les ennemis des Habsbourg. Le traité a été l'initiative de Richelieu qui ne souhaitait pas faire engager les troupes françaises dans ce conflit mais laisser les autres le faire en leur apportant un soutien financier important. Lui-même définissait cette politique comme étant une façon d'intervenir dans le conflit en « mettant la main à la bourse et non aux armes ».
L'armée suédoise ne devait pas attaquer les possessions du duc de Bavière Maximilien Ier, à moins que celui-ci ne prît l'initiative de l'attaque. La France espérait en effet détacher le duché de Bavière de l'alliance impériale et obtenir au moins sa neutralité. La France déclare ouvertement la guerre en 1635. Cependant, ce traité exige des troupes suédoises que le culte catholique soit respecté.
Outre le fait de lutter contre les Habsbourg, ce traité permet à Richelieu d'équiper la marine royale qu'il s'attache à construire. Une clause prévoit en effet des échanges commerciaux entre les deux parties. La Suède s'engage à livrer à la France des agrès, des pièces d'artillerie, des mâts, du chanvre, du cuivre et d'une manière générale tous les matériaux nécessaires à la construction navale. Elle promet également de conduire une armée de 30 000 hommes et de 6 000 chevaliers en Allemagne et de l'y entretenir.
La France s'engage de son côté à verser 1,5 million de livres tournois par an, payables sur les places de Paris et d'Amsterdam, aux échéances des 15 mai et 15 novembre.
Le traité devait durer cinq ans, mais fut renouvelé avant terme à Heilbronn le 9 avril 1633 et jusqu'à rétablissement de la paix.